# 8000-talet f.Kr. (millennium)
8000-talet f.Kr. (åttatusentalet före Kristus) är det 9:e millenniet f.Kr. 

## Händelser

### 8500 f.Kr.
- Natufisk kultur är en förhistorisk stenålderskultur, vilken existerar från omkring 11000 f.Kr. till omkring detta år.

### 8000 f.Kr.
- Bladade verktyg funna i sydvästra Iran, daterade till runt denna tid. De gjordes av Obsidian som fraktats från Anatolien.[1]

8000- Istiden började ta slut.

### Fotnoter
1. ↑  Roberts, J: "History of the World.". Penguin, 1994.